# Еребич
Еребич (хорв. Jerebić) — село в общине Велика-Горица в жупании Загребачка Республики Хорватия. По данным переписи 2021 года, численность населения составляла 38 человек. 

## География

### Географическое положение
Располагается в макрорегионе Центральная Хорватия, в Посавине, в невысоких лесистых горных хребтах Вукомеричке-Горице. 

### Климат
По Классификации климатов Кёппена, климат села определяется как Cfa — субтропический океанический климат. Температура здесь в среднем 11,9 °C. Среднегодовая норма осадков — 984 мм.

## История
Располагается в историческом регионе Турополье. Известно с 1424 года.

## Население
| 2021 |
| ---- |
| 38   |